# Marko Arnautović
Marko Arnautović, född 19 april 1989, är en österrikisk fotbollsspelare som spelar för Röda Stjärnan Belgrad.

## Klubbkarriär

### Tidig karriär
Marko Arnautović började sin karriär med sin bror, Daniel Arnautović i österrikiska klubben Floridsdorfer AC. Han spelade i klubben från 1995 till 2006.
År 2006 skrev han kontrakt med Twente där han spelade i ungdomslaget och i B–laget. Arnautović gjorde 22 mål på 27 matcher för Twentes ungdomslag säsongen 2007/2008, i B–laget gjorde han 27 mål på 32 matcher.

### Twente
Den 7 april 2007 gjorde han debut i A-laget mot PSV då han kom in som avbytare för Kennedy Bakircioglu.

### Inter
Den 6 augusti 2009 blev Arnautović utlånad till den italienska klubben Inter. Han gjorde sin debutmatch 5 september 2009 i en match mot Lugano som slutade 3–3. I en träningsmatch mot Vaduz gjorde Arnautović två mål och matchen slutade med en 2–1–vinst för Inter. Arnautović gjorde sin Serie A–debut den 6 januari 2009 mot Chievo som blev 1–0-vinst för Inter.

### Werder Bremen
Den 4 juni 2010 blev Arnautović klar för den tyska klubben Werder Bremen, där han skrev på ett fyraårskontrakt. Arnautović gjorde sin Bundesliga–debut för Werder Bremen den 21 augusti 2010 i en 4–1-förlust mot Hoffenheim.

### Stoke City
Den 2 september 2013 skrev Arnautović på för engelska Premier League-klubben Stoke City.

### Shanghai
Den 7 juli 2019 värvades Arnautović av kinesiska Shanghai SIPG.

### Bologna
Den 1 augusti 2021 värvades Arnautović av den italienska klubben Bologna på ett tvåårskontrakt. Han debuterade i 5-4-förlusten mot Ternana i den Italienska cupen, han gjorde även sitt första mål i matchminut 56.

## Landslagskarriär
Marko Arnautovićs pappa är från Serbien och hans mamma är från Österrike. Arnautović fick välja mellan att spela i det serbiska landslaget och det österrikiska landslaget och han beslöt sig för att välja det österrikiska landslaget. Han gjorde sin debut för A–Landslaget den 11 oktober 2008 mot Färöarna. I landslaget spelar han med nummer 7 på ryggen.

## Meriter
- Coppa Italia: 2009/2010
- Serie A: 2009/2010
- Uefa Champions League: 2009/2010